# Sława
Sława (Duits: Schlawa) is een stad in het Poolse woiwodschap Lubusz, gelegen in de powiat Wschowski. De oppervlakte bedraagt 14,31 km², het inwonertal 3960 (2005).

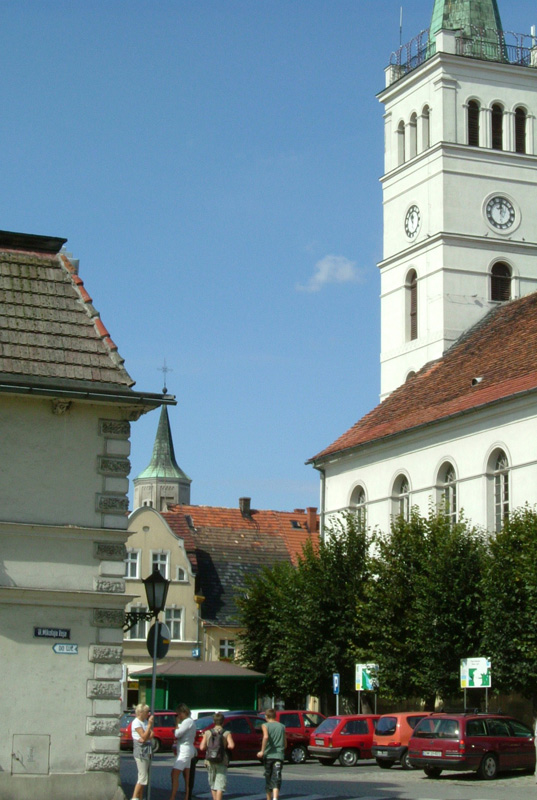
Sława